# Поморийско
 Тази статия е за историко-географската област.  За общината вижте Айтос (община).  
Поморийско (в миналото Анхиалско) е историко-географска област в Югоизточна България, около град Поморие (Анхиало).
Територията ѝ съвпада приблизително с някогашната Поморийска околия, а днес включва общините Поморие и Несебър, както и селата Мрежичко, Рожден, Рудина, Подгорец и Сини рид в община Руен, Булаир, Бърдарево и Голица в община Долни чифлик, и бургаския квартал Сарафово в община Бургас. Разположена е в североизточния край на Бургаската низина и в Еминска планина. Граничи с Провадийско и Варненско на север, Черно море на изток, Бургаско на югозапад и Айтоско на запад.